# Pentarchia
Pentarchia – koncepcja głosząca, że władza nad Kościołem należy do pięciu patriarchów, którzy pozostają w jedności wiary oraz mają te same prawa na swoich terytoriach.

## Charakterystyka
Koncepcja Pentarchii wywodzi się z tzw. zasady akomodacji, która zakładała dopasowanie struktur organizacji kościelnej do istniejących struktur państwowych. Początkowo więc najważniejszymi ośrodkami chrześcijaństwa były trzy najważniejsze i największe miasta cesarstwa: Rzym, Aleksandria oraz Antiochia. Następnie, wobec wyniesienia do godności stolicy cesarstwa, dołączył do nich Konstantynopol. Na końcu, ze względów prestiżowych, przyznano tytuł patriarchy biskupom Jerozolimy.
Sankcję prawną nadało tej koncepcji ustawodawstwo cesarskie w tym zwłaszcza novele Justyniana.
Przyjmuje się, że istniała ustalona hierarchia Patriarchatów:
1. Rzym (jego patriarcha, tytułowany papieżem, nosił tytuł primus inter pares)
2. Konstantynopol (tytułowany Patriarchą ekumenicznym)
3. Aleksandria (tytułowany papieżem oraz Patriarchą Aleksandrii i całej Afryki)
4. Antiochia
5. Jerozolima

Eklezjologia prawosławna tłumaczyła konieczność  jedności patriarchatów tym, że stanowią one 5 zmysłów Mistycznego Ciała Chrystusa i jedynie ich jedność może zapewnić ważność ustaleń soborów powszechnych.
W 2006 biskup Rzymu Benedykt XVI zrezygnował z tytułu patriarchy Zachodu.